# Gerd Reutter
Gerd Reutter (* 1931 in Rastatt) ist ein Mannheimer Künstler. Er lebt seit 1953 nach einer Odyssee durch Deutschland, die Schweiz und Frankreich in Mannheim. Zu dieser Zeit strich er als Maler die Holzkonstruktion auf den Zwiebeltürmchen der Jesuitenkirche wetterfest. 1989 begründete er mit Freunden und Familienangehörigen den Kulturverein Industrietempel e.V., dem er heute noch angehört. Erst nach langjähriger Berufstätigkeit als selbstständiger Lebensmittelhändler begann er mit Eintritt ins Rentenalter künstlerisch tätig zu sein und in Ton zu modellieren. 2003 kaufte das Regierungspräsidium Karlsruhe seine Plastik „Open End“.
2022 hat die gemeinnützige Stiftung Künstlernachlässe Mannheim sein Werk als Vorlass übernommen. Die Arbeiten befinden sich noch in seinem Atelier in der Kleinfeldstraße 50 in Mannheim.
Gerd Reutter ist Vater des Fernsehjournalisten Thomas Reutter und der Bruder des Kunstmalers und Bildhauers Paulo Reutter aus Mittelfranken.

## Ausstellungsbeteiligungen und Kataloge

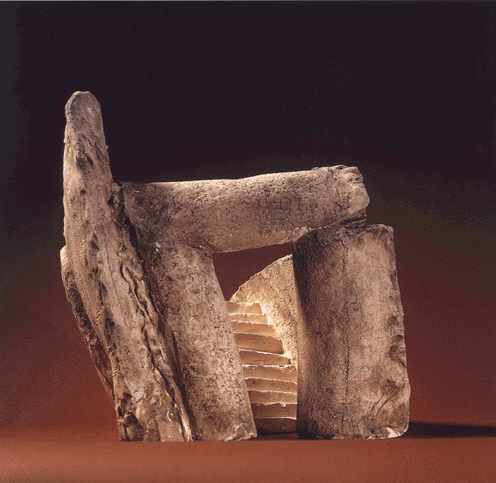
Einstieg/Ausstieg – 1997 Tonplastik von Gerd Reutter

### Ausstellungen
- 1994 Einzelausstellung im historischen Gewölbekeller in B4 1-2, Mannheim
- 1995 Ausstellung im Ostrowski Museum in Sotschi, Russland
- 1996 Einzelausstellung im historischen Gewölbekeller in B4 1-2, Mannheim
- 1997 Ausstellung im Museum für moderne Kunst Kulturfestival „Quattrologe“ in Sotschi, Russland
- 1998 Einzelausstellung im historischen Gewölbekeller in B4 1-2, Mannheim
- 2000 „6. Biennale Kleinplastik“, Hilden
- 2002 Ausstellung Keramik in Offenburg
- 2004 Ausstellung „Ende und Wiederbeginn“ im Ernst-Bloch-Zentrum in Ludwigshafen am Rhein
- 2006 Kunstförderung des Landes Baden-Württemberg 2001-2004
- 2006 Galerie im Prediger Schwäbisch Gmünd
- 2006 Kunstverein Oberer Neckar Horb
- 2006 Städtische Galerie Meersburg
- 2007 Ausstellung „Einstieg“ in den Katakomben des Mannheimer Wasserturms.
- 2007 „9.Biennale Kleinplastik“, Hilden
- 2007 „Kunstzwecke Wirtschaft-Ethik-Kunst“, Universität Mannheim Schloss
- 2008 „Hofkultur 2008“, Neustadt/Weinstraße. Gerd Reutter zeigt Plastiken aus Ton und Bronze
- 2008 SpielArt Zeitgenössische Kunst aus Baden-Württemberg. Große Landesausstellung des BBK Landesverband Bildender Künstler und Künstlerinnen Baden-Württemberg im Regierungspräsidium am Rondellplatz Karlsruhe
- 2009 Ausstellung Malerei+Plastik Gerd und Paul Reutter in Langenfeld (Mittelfranken)
- 2011 Ausstellung „Im Erdenreich – Ton und Bronze aus zwei Jahrzehnten“ zum 80. Geburtstag von Gerd Reutter im Gewölbekeller der Alten Brauerei, Mannheim
- 2016 „Espacio 120 Salon de Primavera Spring Art Show“, 21.–25. Mai 2016
- 2016 "HARTEXPO Barcelona
- 2016 "ART FAIR Köln Oktober
- 2018 "Ludwigshafen Faszination Skulptur
- 2018 "New York ARTBOX/Projects Screen
- 2019 "SBB Event-Halle im Hauptbahnhof Zürich SWISS-ART-EXPO
- 2021  Mannheim zum 90. Geburtstag ZEICHEN DER ZEIT, Mannheim Herschel Bad  Veranstalter INDUSTRIETEMPEL eV Mannheim
- 2023 Offenes Atelier mit Präsentation der Arbeit "Werdegang"
- 2024 Offenes Atelier mit Präsentation der Arbeit "Asteroidengürtel"

### Kataloge
- Gerd Reutter, Gewölbekeller Stadt Mannheim, 1994, Text: J. Kronjäger; 1998, Text: Werner Marx
- J. Kronjäger u. Th. Köllhofer Kunsthalle Mannheim
- Gerd Reutter, Rudolf-Scharpf-Galerie Stadt Ludwigshafen am Rhein, 2001. Text: Lida von Mengden
- Gerd Reutter, Skulpturen, 2001 - 2003. Text: Manfred Fath (Direktor der Kunsthalle Mannheim von 1982-2002)
- Gerd Reutter, Skulpturen, 2006. Vorwort: Ernst Pavlik, Einführung: Werner Marx
- Gerd Reutter, Skulpturen, 2007. Gerd Reutter zeigt 2007 zur Mannheimer 400-Jahr-Feier Skulpturen in den Katakomben des Mannheimer Wasserturms
- Gerd Reutter Skulpturen,  2021  Gerd Reutter ZEICHEN DER ZEIT zeigt zu seinem 90. Geburtstag Im Herschel Bad Mannheim neue Arbeiten

### Katalogbeteiligungen
- Quattrologe, deutsch-russisches Kulturprojekt Mannheim, 1996
- 5. Biennale Kleinplastik, Hilden, 1998
- 6. Biennale Kleinplastik, Hilden, 2000
- Wettbewerb Keramik, Offenburg, 2002
- Xylon-Museum-Werkstätte Schwetzingen, 2003
- Kunstförderung des Landes Baden-Württemberg, 2001–2004
- 9. Biennale Kleinplastik, Hilden, 2007
- Espacio 120 Salon de Primavera Spring Art Show, 2016